# فدراسیون فوتبال جزایر سلیمان
فدراسیون فوتبال جزایر سلیمان (انگلیسی: Solomon Islands Football Federation) نهاد اداره‌کننده مسابقات فوتبال و فوتسال در کشور جزایر سلیمان است.
این فدراسیون که در سال ۱۹۷۹ تأسیس شده عضو کنفدراسیون فوتبال اقیانوسیه و فیفا نیز می‌باشد و مقر آن در شهر هونیارا است.